# Kostas Ouranis
Kostas Ouranis (in greco Κώστας Ουράνης, pseudonimo di Κώστας Νιάρχος?; Costantinopoli, 1890 – 1953) è stato un poeta, scrittore e giornalista greco.

## Biografia
Ouranis è nato a Costantinopoli nel 1890 da Nikolaos Niarchos e Angeliki Yannousi provenienti da Leonidio, Arcadia. Qui Ouranis crebbe e andò alla scuola elementare. Frequentò poi la scuola superiore a Nauplia e dopo a Costantinopoli, dove si diplomò. Nel 1908 si trasferì ad Atene e lavorò in qualità di giornalista per un certo periodo, prima di trasferirsi a Parigi per studi che però non completò.
A Parigi si ammalò di tubercolosi e decise di trasferirsi a Davos in Svizzera per rimettersi in sesto.
Qui conobbe Manuela Santiago, portoghese, si sposarono ma il matrimonio non decollò. Il suo secondo matrimonio, che durò fino alla sua morte nel 1953 fu con Eleni Ourani, scrittrice greca anche conosciuta con lo pseudonimo Alkis Thrylos (Άλκης Θρύλος). 
È stato Console a Lisbona, dal 1920 al 1924, per poi ritornare ad Atene per lavorare come giornalista in diverse testate e come corrispondente, grazie al quale viaggiò per il mondo. La sua salute cagionevole, tuttavia, peggiorò, specialmente durante la Grecia occupata. Morì di infarto nel 1953.

## Eredità
Oggi, la fondazione Ouranis, gestita dall'Accademia di Atene, assegna borse di studio agli studenti stranieri di Letteratura Greca Moderna, attribuisce ogni anno premi per lavori di prosa, poesia e saggi e pubblica opere di Letteratura Greca per la collana Νεοελληνική Βιβλιοθήκη (Libreria Greca Moderna).

## Opere selezionate
Le sue opere furono principalmente poesie e racconti di viaggio; scrisse anche saggi e fu inoltre un traduttore notevole. Gran parte delle sue opere furono raccolte e pubblicate dopo la sua morte da sua moglie, Eleni Ourani. 

### Poesie
- Σαν όνειρα, 1909
- Spleen, 1912
- Νοσταλγίες (Nostalgie), 1920
- Ποιήματα, 1953

### Racconti di viaggio
- Sol y Sombra, 1934
- Σινά, το Θεοβάδιστον Όρος, 1944
- Ιταλία, 1953
- Ισπανί, 1954
- Γλαυκοί δρόμοι, 1955
- Ελλάδα, 1956
- Από τον Ατλαντικό στη Μαύρη Θάλασσα, 1957

### Altre opere
- Κάρολος Μπωντλαίρ (Charles Baudelaire), 1918
- Αναβίωση, 1955
- Αποχρώσεις, 1956
- Δικοί μας και ξένοι, 1954-1956 (in tre volumi)
- Στιγμιότυπα, 1958